# Vere
Vere je řeka ve východní Gruzii.

## Průběh toku
Pramení na Trialetském hřbetu u Didgorských hor odkud stéká údolí, kde se v Tbilisi vlévá Kury.
Jejími hlavními přítoky jsou zleva řeky Lastiscichischevi (ლასტისციხისხევი) a Venachevischevi (ვენახევისხევი), zprava Betaniisckali (ბეთანიისწყალი).
V údolí řeky se nachází Klášter zrození Svaté Matky Boží Betania (zkráceně Klášter Betania) a Tbilisské Zoo.

## Vodní stav
Její délka je 45 km s velikostí povodí 194 km². Průměrný roční průtok je 0,97 m³/s. Zdrojem vody v řece je podzemní a srážková voda. Tato řeka bývá rozvodněná na jaře a v létě, v zimě voda klesá.

## Využití
Voda z řeky je využívána k zavlažování.